# Do You Love Me?
"Do You Love Me" är en låt framförd av Amanda Jenssen, som hon själv uppträdde med på Grammisgalan 2008. Hon spelade in den på albumet Killing My Darlings från 2008. samt släppte den på singel samma år.
Låten är skriven av Vincent Pontare och hade premiär den 17 januari 2008, samt släpptes som singel i Sverige den 23 januari samma år. Singeln toppade den svenska singellistan. Låten blev nummer 20 på Trackslistans årslista för 2008.
Melodin testades på Svensktoppen, där den låg på listan i tio veckor under perioden 3 februari-6 april 2008 innan den lämnade listan., med andraplats som högsta placering.
Låten har använts i några scener i ett avsnitt av den amerikanska dramaserien Privileged.

## Listplaceringar
| Lista (2008-2009) | Topplacering |
| ----------------- | ------------ |
| Sverige           | 1            |